# 太白梁乡
太白梁乡，是中华人民共和国甘肃省庆阳市庆城县下辖的一个乡镇级行政单位。

## 行政区划
太白梁乡下辖以下地区：
无量山村、王渠村、巴山村、中合铺村、贾山村、高山村、众义村、吕家塬村、山庄村、吴家岔村、庙山村、柳树庄村和冰淋岔村。